# Avaz Twist Tower
Az Avaz Twist Tower 176 méteres magasságával Szarajevó és egész Bosznia-Hercegovina legmagasabb épülete, egyike Európa 100 legmagasabb építményének. Az Avaz Twist Tower az Avaz Újságkiadó Ház székhelye. Ez a cég adja ki a Dnevni Avazt is. Az épületet 2007-ben építették. Az épület 172 méter magas, 40 emeletből áll. Az épület különlegessége, hogy csavart formájú.

## Fordítás
Ez a szócikk részben vagy egészben  az   Avaz Twist Tower című német Wikipédia-szócikk fordításán alapul.  Az eredeti cikk szerkesztőit annak laptörténete sorolja fel. Ez a jelzés csupán a megfogalmazás eredetét és a szerzői jogokat jelzi, nem szolgál a cikkben szereplő információk forrásmegjelöléseként.
Ez a szócikk részben vagy egészben  az   Avaz Twist Tower című bosnyák Wikipédia-szócikk fordításán alapul.  Az eredeti cikk szerkesztőit annak laptörténete sorolja fel. Ez a jelzés csupán a megfogalmazás eredetét és a szerzői jogokat jelzi, nem szolgál a cikkben szereplő információk forrásmegjelöléseként.